# Vanessa Pascale
Vanessa Melanie Pascale Ekypenyong Walborn (Rio de Janeiro, 28 de novembro de 1974) é uma atriz e apresentadora de televisão brasileira. Entre 2005 e 2015 foi apresentadora do educativo Livros Animados, no Canal Futura.

## Carreira
Filha de um diplomata nigeriano e de uma brasileira, Vanessa se tornou conhecida do público em 2002 ao participar da 1.ª edição do reality show Big Brother Brasil, onde terminou como vice-campeã. Antes de sua aparição no reality, Vanessa já trabalhava como modelo desde os anos 90, além de ser formada em Artes Cênicas pela Casa das Artes de Laranjeiras. Ainda em 2002, interpretou a professora de dança Solange na novela Sabor da Paixão. Em 2005 começou a apresentar o educativo Livros Animados, no Canal Futura, onde ficou até 2015. A atriz também atuou em Paixões Proibidas, da Rede Bandeirantes, em 2006, e Chamas da Vida, da RecordTV em 2008.
Em 2015, deu vida à designer gráfica Yasmin na novela Totalmente Demais. Em 2018, Vanessa interpretou Manuela em Malhação: Vidas Brasileiras. No mesmo ano, ela estrelou a peça Teatro Breve de García Lorca, ao lado do ator Paulo Guidelly e com direção da francesa Brigitte Bentolila.

## Filmografia

### Televisão
| Ano       | Título                       | Personagem                 | Notas                                     |
| --------- | ---------------------------- | -------------------------- | ----------------------------------------- |
| 2002      | Big Brother Brasil           | Participante (Vice-campeã) | Temporada 1                               |
| 2002      | Sabor da Paixão              | Solange Matos              |                                           |
| 2004      | Da Cor do Pecado             | Paula                      | Episódio: "27 de agosto"                  |
| 2005–2015 | Livros Animados              | Apresentadora              |                                           |
| 2006      | Paixões Proibidas            | Luzia Fernandes            |                                           |
| 2008      | Chamas da Vida               | Verônica                   |                                           |
| 2013      | A Grande Família             | Nasila                     | Episódio: "Um Conto Africano"             |
| 2014      | Questão de Família           | Arlete                     | Episódio: "Divisão"                       |
| 2015      | Totalmente Demais            | Yasmin Araújo              |                                           |
| 2016      | E Aí, Comeu?                 | Diretora da Escola         | Episódio: "Em Nome da Lei"                |
| 2018      | Malhação: Vidas Brasileiras  | Manu                       |                                           |
| 2019      | O Mecanismo                  | Katia                      | Episódio: "Del Este"                      |
| 2020      | Salve-se Quem Puder          | Drª. Magda                 | Episódio: "11 de fevereiro"               |
| 2020      | Todxs Nós                    | Paula                      |                                           |
| 2021      | Um Lugar ao Sol              | Luna                       | Episódio: "21 de dezembro"                |
| 2022      | Cara e Coragem               | Alaska                     | Episódio: "15 de junho"                   |
| 2022      | Rota 66 - A Polícia que Mata | Noelia                     |                                           |
| 2023      | Vai na Fé                    | Fernanda                   | Episódio: "31 de maio"                    |
| 2023      | Compro Likes                 | Garçonete                  | Episódio: "#WagnerOficial"                |
| 2023      | Terra e Paixão               | Irmã Andréa                | Episódios: "16 de dezembro–03 de janeiro" |
| 2024      | Suíte Magnólia               | Bah Anita                  |                                           |

### Cinema
| Ano  | Filme         | Papel    | Ref |
| ---- | ------------- | -------- | --- |
| 2015 | Stranded Fish | Fernanda |     |